# Himeră (biologie)
Himera este în biologie și genetică organismul format din două sau mai multe linii celulare disticte care își au originea în zigoți diferiți. Termenul face referință la creaturile mitologice cu același nume.
Organismele himerice sunt foarte rare. Ele pot apărea în următoarele situații:
- fuziunea a doi zigoți diferiți în cazul unei sarcini gemelare. În acest caz organismul este format din două linii celulare diferit, cu genotipuri diferite, răspândite în proporții variabile în toate organele și țesuturile. În unele cazuri pot fi observate liniile lui Blaschko⁠(en)[traduceți] la nivelul pielii. În cazul în care cei doi zigoți au sexe genetice diferite (unul cu cromozomii sexuali XX, celălalt XY) se formează un individ cu hermafroditism adevărat.
- himerismul hematopoietic, în cazul în care există anastomoze între cele două placente ale unei sarcini cu gemeni dizigoți. Aceste anastomoze permit schimbul de celule sușă hematopoietice între cei doi fetuși. Himerismul este strict limitat la celulele hematopoietice, coexistând două linii celulare, fiecare cu un genotip diferit, corespunzător fiecăruia din cei doi gemeni.
- himerismul după grefa de celule sușă hematopoietice. Himerismul este strict limitat la celulele hematopoietice, acestea având un singur genotip corespunzător individului donator, în timp ce celulele celorlalte organe și țesuturi au genotipul individului care a primit grefa.